# Guinea en los Juegos Olímpicos de México 1968
Guinea estuvo representada en los Juegos Olímpicos de México 1968 por un total de quince deportistas masculinos que compitieron en fútbol.
El equipo olímpico guineano no obtuvo ninguna medalla en estos Juegos.